# چن شینهوا
چن شینهوا (انگلیسی: Chen Xinhua؛ زادهٔ ) یک بازیکن تنیس روی میز اهل بریتانیا است. 
وی در مسابقات کشوری و بین‌المللی در مجموع برنده ۴ مدال طلا، ۳ مدال نقره، ۴ مدال برنز شده‌است.